# Kanton Coursan
Kanton Coursan (fr. Canton de Coursan) je francouzský kanton v departementu Aude v regionu Languedoc-Roussillon. Skládá se ze sedmi obcí.

## Obce kantonu
- Armissan
- Coursan
- Cuxac-d'Aude
- Fleury
- Gruissan
- Salles-d'Aude
- Vinassan